# Erwin Helmchen
Erwin Helmchen (10. května 1907, Chotěbuz, Prusko – 8. června 1981, Kiel, Západní Německo) byl německý fotbalový útočník, podle RSSSF nejlepší střelec v dějinách fotbalu s 989 góly v 582 zápasech. Má být také druhý v počtu gólů v jedné lize (720 gólů), druhý v počtu gólů za jeden klub (667 gólů za Chemnitzer PSV) a autor nejvíce hattricků.
Hrál za BSV Cottbus-Ost, Chemnitzer PSV, Chemnitzer FC a VfB Lübeck.

## Klubová kariéra

### BSV Cottbus-Ost
Začal hrát v BSV Cottbus-Ost, kde debutoval ve věku 24 let. S klubem hrál Mistrovství Severovýchodního Německa.

### Chemnitzer PSV
V roce 1928 přestoupil do Chemnitzeru a hrál přebor. Klubu pomohl k vítězství v Středoněmeckém Mistrovství. S klubem hrál Deutsche Fußballmeisterschaft 1932, kde klub vypadl ve čtvrtfinále na Bayernu Mnichov. V soutěži vstřelil 5 gólů a stal se druhým nejlepším střelcem soutěže po Karlu Ehmerovi.
S klubem dvakrát vyhrál Gauliga Sachsen. Na Deutsche Fußballmeisterschaft 1935 prohrál Helmchenův klub v semifinále se Schalke 04 2:3, oba góly vstřelili Helmchen.
Ve finále Reichsbundpokal 1935/36 porazil Dresdener výběr Gauligy Südwest/Mainhessen, přičemž Helmchen vstřelil 9 gólů.
Ve skupině Deutsche Fußballmeisterschaft 1936 Dresdener porazil svého přemožitele z minulé sezóny, Schalke 3:2, přičemž Helmchen skóroval dvakrát. Schalke však vyhrálo odvetu 1:2.
V Reichsbundpokalu byl klub finalistou v letech 1936/37 a 1939/40. Ve finále Chemnitzer prohrál s výběrem Gauligy Niederrhein a výběrem Gauligy Bayern.

### Další kariéra
Dále již hrál nižší regionální ligy za Chemnitzer FC a VfB Lübeck.
S VfB vyhrál 2krát Oberliga Schleswig-Holstein.

## Reprezentační kariéra
Helmchen byl povolán do reprezentace. Do žádného utkání ale nenastoupil.

## Osobní život
Helmchen žil s manželkou Ernou v Kielu.
Zemřel v roce 1981 ve věku 74 let.
Jeho přáním bylo, aby spočinul pod zeminou ze Stadion an der Gellertstraße, stadionu Chemnitzeru, přání mu bylo splněno 8. září 2001, kdy došlo k utkání Chemnitzer PSV a Holstein Kiel.
Na hrob mu byl položen drn z trávníku stadionu.

## Úspěchy

### PSV Chemnitzer
- 1× Středoněmecké fotbalové mistrovství, 1932
- 2× Gauliga Sachsen, 1935, 1936
- 1× Saský pohár, 1935

### VfB Lübeck
- 2× Oberliga Schleswig-Holstein, 1951, 1952

## Statistiky
| Klub            | Sezóna         | Liga                                           | Liga   | Liga | Regionální Playoff | Regionální Playoff | DFB-Pokal | DFB-Pokal | Mistrovství | Mistrovství | Celkem | Celkem |
| Klub            | Sezóna         | Liga                                           | Utkání | Góly | Utkání             | Góly               | Utkání    | Góly      | Utkání      | Góly        | Utkání | Góly   |
| --------------- | -------------- | ---------------------------------------------- | ------ | ---- | ------------------ | ------------------ | --------- | --------- | ----------- | ----------- | ------ | ------ |
| BSV Cottbus-Ost | 1923/24        | Fotbalové mistrovství Severovýchodního Německa | 7      | 16   | —                  | —                  | —         | —         | —           | —           | 7      | 16     |
| BSV Cottbus-Ost | 1924/25        | Fotbalové mistrovství Severovýchodního Německa | 12     | 26   | 2                  | 4                  | —         | —         | —           | —           | 14     | 30     |
| BSV Cottbus-Ost | 1925/26        | Fotbalové mistrovství Severovýchodního Německa | 21     | 49   | —                  | —                  | —         | —         | —           | —           | 21     | 49     |
| BSV Cottbus-Ost | 1926/27        | Fotbalové mistrovství Severovýchodního Německa | 17     | 23   | 7                  | 8                  | —         | —         | —           | —           | 24     | 31     |
| BSV Cottbus-Ost | 1927/28        | Fotbalové mistrovství Severovýchodního Německa | 13     | 15   | 7                  | 10                 | —         | —         | —           | —           | 20     | 25     |
| BSV Cottbus-Ost | Celkem         | Celkem                                         | 71     | 129  | 16                 | 22                 | —         | —         | —           | —           | 86     | 151    |
| Chemnitzer PSV  | 1928/29        | Středoněmecké fotbalové mistrovství            | 17     | 30   | —                  | —                  | —         | —         | —           | —           | 17     | 30     |
| Chemnitzer PSV  | 1929/30        | Středoněmecké fotbalové mistrovství            | 17     | 45   | —                  | —                  | —         | —         | —           | —           | 17     | 45     |
| Chemnitzer PSV  | 1930/31        | Středoněmecké fotbalové mistrovství            | 18     | 45   | 2                  | 9                  | —         | —         | —           | —           | 20     | 51     |
| Chemnitzer PSV  | 1931/32        | Středoněmecké fotbalové mistrovství            | 18     | 51   | 5                  | 14                 | —         | —         | 2           | 5           | 25     | 70     |
| Chemnitzer PSV  | 1932/33        | Středoněmecké fotbalové mistrovství            | 18     | 42   | 4                  | 6                  | —         | —         | 1           | 1           | 23     | 49     |
| Chemnitzer PSV  | 1933/34        | Gauliga Sachsen                                | 20     | 44   | —                  | —                  | —         | —         | —           | —           | 20     | 44     |
| Chemnitzer PSV  | 1934/35        | Gauliga Sachsen                                | 18     | 29   | —                  | —                  | —         | —         | 7           | 7           | 25     | 36     |
| Chemnitzer PSV  | 1935/36        | Gauliga Sachsen                                | 17     | 24   | —                  | —                  | 8         | 13        | 6           | 10          | 31     | 47     |
| Chemnitzer PSV  | 1936/37        | Gauliga Sachsen                                | 17     | 23   | —                  | —                  | 6         | 10        | —           | —           | 23     | 33     |
| Chemnitzer PSV  | 1937/38        | Gauliga Sachsen                                |        | 30   | —                  | —                  | —         | —         | —           | —           |        | 30     |
| Chemnitzer PSV  | 1938/39        | Gauliga Sachsen                                |        | 23   | —                  | —                  | —         | —         | —           | —           |        | 23     |
| Chemnitzer PSV  | 1939/40        | Gauliga Sachsen                                |        | 9    | —                  | —                  | 1         | 0         | —           | —           |        | 9      |
| Chemnitzer PSV  | 1940/41        | Gauliga Sachsen                                |        | 13   | —                  | —                  | 2         | 0         | —           | —           |        | 13     |
| Chemnitzer PSV  | 1941/42        | Gauliga Sachsen                                |        | 11   | —                  | —                  | —         | —         | —           | —           |        | 11     |
| Chemnitzer PSV  | 1942/43        | Gauliga Sachsen                                |        | 9    | —                  | —                  | —         | —         | —           | —           |        | 9      |
| Chemnitzer PSV  | 1943/44        | Gauliga Sachsen                                |        | 15   | —                  | —                  | —         | —         | —           | —           |        | 15     |
| Chemnitzer PSV  | 1944/45        | Divize 2                                       |        | 13   | —                  | —                  | —         | —         | —           | —           |        | 13     |
| Chemnitzer PSV  | Celkem         | Celkem                                         | 232+   | 456  | 11                 | 29+                | 17+       | 13+       | 16          | 23          | 269+   | 521+   |
| Chemnitzer FC   | 1945/46        | District League Chemnitz                       |        | 37   | —                  | —                  | —         | —         | —           | —           |        | 37     |
| Chemnitzer FC   | 1946/47        | District League Chemnitz                       |        | 2    | —                  | —                  | —         | —         | —           | —           |        | 2      |
| Chemnitzer FC   | 1947/48        | District League Chemnitz                       |        | 5    | —                  | —                  | —         | —         | —           | —           |        | 5      |
| Chemnitzer FC   | 1948/49        | District League Chemnitz                       |        | 10   | —                  | —                  | —         | —         | —           | —           |        | 10     |
| Chemnitzer FC   | 1949/50        | Div. 1 – Saxony                                |        | 5    | —                  | —                  | —         | —         | —           | —           |        | 5      |
| Chemnitzer FC   | Celkem         | Celkem                                         | 54+    | 59   | —                  | —                  | —         | —         | —           | —           | 54+    | 59     |
| VfB Lübeck      | 1949/50        | Oberliga North                                 | 2      | 1    | —                  | —                  | —         | —         | —           | —           | 2      | 1      |
| VfB Lübeck      | 1950/51        | Landesliga Schleswig-Holstein                  | 11     | 15   | —                  | —                  | —         | —         | —           | —           | 11     | 15     |
| VfB Lübeck      | Celkem         | Celkem                                         | 13     | 16   | —                  | —                  | —         | —         | —           | —           | 13     | 16     |
| Kariéra celkem  | Kariéra celkem | Kariéra celkem                                 | 347+   | 629  | 32                 | 51                 | 23        | 40        | 16          | 23          | 418+   | 747+   |